# LMI-kód
Az LMI-kód a romániai műemlékek hivatalos azonosítója.
Felépítése SJ-I-s-A-04909 vagy CJ-II-m-A-07242.03 alakú, ahol
- az első két betű a megye betűjele
- a római szám régészeti lelőhelyet (I) vagy építészeti örökséget (II), emlékművet, szobrot (III), illetve temetőt, síremléket (IV) jelöl
- a kisbetű műemléket (m), műemlékegyüttest (a) vagy régészeti lelőhelyet (s) jelöl
- a nagybetű a védettség szintjét jelenti: országos (A) vagy helyi (B)
- 5 jegyű egyedi sorszám; a műemlékegyütteseknél az 5 számjegy után, ponttal elválasztva található még 2 számjegy (pl.: 00001.01), ami a műemlék-együttesben különíti el az egyes elemeket